# Plectris pilicollis
Plectris pilicollis är en skalbaggsart som beskrevs av Moser 1921. Plectris pilicollis ingår i släktet Plectris och familjen Melolonthidae. Inga underarter finns listade i Catalogue of Life.